# Razor Freestyle Scooter
Razor Freestyle Scooter est un jeu vidéo de sport de glisse sorti en 2000 sur Nintendo 64, Dreamcast, PlayStation, Game Boy Color et Game Boy Advance. Le jeu a été développé et édité par Crave Entertainment.
Le titre porte le nom de la marque de trottinettes Razor (en), Crave Entertainment ayant obtenu les droits d'utilisation de la marque.
En Amérique du Nord, la version Nintendo 64 était distribuée exclusivement à la location dans les magasins Blockbuster. Cette version reste d'ailleurs exclusive à cette région.
En Europe, le titre est sorti sous le nom Freestyle Scooter, en raison de l'absence de la marque Razor en Europe.